# RedHack
RedHack (Kızıl Hackerlar, Kızıl Hackerlar Birliği) ist eine marxistisch-leninistisch orientierte Hacker-Gruppe in der Türkei, die im Jahr 1997 gegründet wurde. Die Gruppe besteht aus zwölf Mitgliedern. Als Gründer gilt ein Hacker mit dem Synonym MaNYaK. RedHack ist die erste und einzige Hacker-Gruppe, die als Terror-Organisation angesehen wird. RedHack hackte laut Selbstdarstellung bereits Institutionen wie den Hochschulrat, die türkische Polizei, das türkische Militär, den Telekommunikationskonzern Türk Telekom, den türkischen Geheimdienst MİT und viele weitere.
Im Sommer 2013 führte der TV-Sender Halk TV ein mehrstündiges Interview über Skype mit einem Mitglied der Gruppe.

## Operationen
- 22. Februar 2012 – Lahmlegung von 350 Websites der Polizei[1]
- 22. April 2012 – Eine Web-Page des Innenministeriums der Türkei wurde gehackt und verändert.[2]
- 2. Mai 2012 Eindringen in das System der Landstreitkräfte und Veröffentlichung von Personaldaten der türkischen Streitkräfte.[3]
- 3. Mai 2012 – Als Reaktion auf die Vergiftung der Schüler durch das Milch-Projekt des Bildungsministeriums hackte RedHack die Website des Milchproduzenten.[4]
- 14. Mai 2012 RedHack hackte am Muttertag die Website des Familienministeriums und hinterließ eine Botschaft, die die mangelnden Frauenrechte in der Türkei kritisierte.[5]
- 29. Mai 2012 – Zur Unterstützung des Warnstreiks der Turkish Airlines Mitarbeiter legte RedHack die Website des Konzerns lahm. Der Minister für Verkehr, Schifffahrt und Kommunikation Binali Yildirim bestätigte den Angriff, dementierte aber jegliche Schäden.[6]
- 3. Juli 2012 – RedHack attackierte das File-Sharing-System des Ministeriums für auswärtige Angelegenheiten und veröffentlichte Personaldaten der ausländischen Diplomaten. Des Weiteren ist erwähnenswert, dass RedHack 65 GB an Daten stahl, die noch nicht veröffentlicht wurden.[7]
- 29. Oktober 2012 – RedHack hinterlässt durch Veränderung und Hack auf der Seite des Amtes für Religionsangelegenheiten eine Botschaft, die die Regierung und Fetullah Gülen kritisiert.[8]
- 2. Oktober RedHack hackte die Vergabebehörde, veröffentlichte ein Angebot auf der Seite, die die AKP für 1 Cent anbot.[9]
- 7. Dezember 2012 RedHack hackte nach eigenem Bekunden das Finanzministerium und teilte eine Erhöhung der Löhne mit. Das Ministerium bestritt den Vorfall.[10]
- 25. Dezember 2012 Durch die Hilfe von RedHack verhaftete die Regierung Pädophile und ließ Twitter-Konten, die auf Pädophilie hinwiesen, sperren.[11]
- 26. Februar 2013 – RedHack veröffentlichte Dateien über Melih Gökçek, dem Bürgermeister von Ankara. Diese Dateien erhielten persönliche Informationen sowie Vermögenswerte Melih Gökceks.[12]
- 22. März 2013 – Als Solidarität mit RedHack legte Anonymous die Website der Stadtverwaltung Ankara lahm.[13]
- 23. März 2013 – In Zusammenarbeit mit Anonymous legte RedHack die Website des israelischen Geheimdienstes Mossad lahm.[14]
- 5. Mai 2013 – Als Reaktion auf das brutale Vorgehen gegen die Demonstranten am 1. Mai defaced RedHack das Gouverneursamt Istanbul und hinterlässt eine Nachricht für den Gouverneur Mutlu.[15]
- 11. Mai – Auf die Bombenanschläge, die in Hatay/ Reyhanli verübt worden sind, zeigte RedHack ihre Trauer, indem sie die Website des Hatay Gouverneurs lahmlegte.[16]
- 22. Mai 2013 – RedHack veröffentlichte Dokumente über den Bombenanschlag in Hatay und wies darauf hin, dass diese Dokumente des Gendarmerie-Geheimdienstes seien. Die Dokumente sollen beweisen, entgegen der Behauptung der türkischen Regierung, dass der Anschlag von Al-Qaida zusammen mit Rebellengruppen in Syrien geplant wurde. Hüseyin Çelik, Vizevorsitzender der AKP erklärte, dass die Dokumente nicht durch Hack, sondern durch einen Informanten an RedHack weitergegeben worden seien. Weiterhin behauptete er, dass der Inhalt der Dokumente nicht mit dem Bombenanschlag in Reyhanlı zusammenhingen, sondern mit einem anderen Fall, bei dem Schutzmaßnahmen bereits getroffen seien. Am 24. Mai wurde Utku Kalı verhaftet. Ihm wird weiterhin vorgeworfen, die Informationen bezgl. des Bombenanschlags an RedHack weitergegeben zu haben. RedHack bestreitet jede Beteiligung von Utku Kalı bei der Veröffentlichung der Dokumente. Nach circa 6 Monaten, am 11. November wurde Utku Kalı freigelassen.[17]
- 26. Mai 2013 – RedHack veröffentlichte E-Mails des damaligen EU-Ministers Egemen Bağış.[18]
- 1. Juni 2014 – Um gegen das Schweigen der türkischen Abgeordneten zu protestieren, veröffentlichte RedHack unter dem Banner #OpTurkey – in Zusammenarbeit mit der Hacker-Gruppe Anonymous – Telefonnummern der Abgeordneten und dessen Ehepartnern.[19] on their blog.[20] This was just the start of a long history of hacks under the banner #OpTurkey, which is a collaboration between Anonymous and RedHack.[21]
- 8. Juni 2013 – Als Reaktion auf die Brutalität der türkischen Polizei gegenüber den Demonstranten veröffentlichte die Gruppe die Telefonnummern von allen Polizeichefs in Istanbul.[22]
- 12. Juni 2013 – Nach dem Tod von Ethem Sarisülük, der bei den Gezi-Protesten durch einen Polizisten erschossen wurde, legte RedHack die Website der Polizei in Ankara lahm.[23]
- 17. Juni 2013 – RedHack veröffentlichte eine Audio-Aufnahme, die das Treffen des Ministers für Landwirtschaft und eines Geschäftsmannes beinhaltete.[24]
- 28. Juni 2013 – RedHack hackte die Sonderprovinzverwaltung der Stadt Istanbul, veröffentlichte Benutzerdaten und rief die Menschen auf, Daten zu ändern.[25]
- 2. Juli 2013 – RedHack hackte und legte die Website die Sonderprovinzverwaltung der Stadt Sivas lahm, um des Massakers in Sivas 1993 zu gedenken.[26]
- 3. Juli 2013 – RedHack hackte die Präsidentschaft für religiöse Angelegenheiten und teilte die Benutzerdaten mit ihren Followern und ließ ihnen freie Hand bei der Änderung von Daten auf der Website.[27]
- 14. August 2013 – RedHack hackte die Wasser- und Abwasserverwaltung der Großstadt Adana, teilte die Benutzerdaten und rief die Menschen auf, Daten auf der Website zu ändern.[28]
- 23. August 2013 – Hack der Website des Verbandes der Stadtgemeinden Türkei und Veröffentlichung der Benutzerdaten. Diesen Angriff widmet RedHack dem Ali Ismail Korkmaz, einem Gefallenen während der Gezi-Proteste, und Utku Kali, der nichts mit der Weitergabe der Informationen bezüglich des Bombenanschlags in Reyhanli zu tun hat.[29]
- 5. September 2013 – RedHack legte die Website der türkischen Nationalpolizei lahm und erinnert an die Opfer der Gezi und an Dilan Alp, die am 1. Mai schwer durch die Polizei verletzt worden war.[30]
- 11. September 2013 – Veröffentlichung von Dokumenten, die die Namen des Polizisten beinhalten, der den 22-jährigen Abdullah Cömert während der Gezi Proteste tötete. Die Dokumente beinhalteten außerdem Namen von Polizisten, deren Einsatzort und -zeit.[31]
- 14. Oktober 2013 Veränderung und Hack eines staatlichen Unternehmens.[32]
- 22. Oktober 2013 – RedHack veröffentlichte 18 Dokumente über den ehemaligen EU-Minister Egemen Bağış. Die Dokumente beinhalteten neben dem Einkommen von Egemen Bağış, die Kommunikation mit ausländischen Behörden, tägliche Aktivitäten, offizielle Treffen und auch den Missbrauch seiner Autorität.[33]
- 25. November 2013 – Während 14 Personen mit dem Verdacht, Mitglieder von RedHack zu sein, in Haft saßen, hackte RedHack das türkische Parlament und hinterließ auf dessen Website eine Nachricht.[34]
- 8. Februar 2014 – Veröffentlichung der Telefonnummern von Polizisten
- 10. Februar 2014 Aus Protest zum neuen Internetgesetz veröffentlicht RedHack Telefonnummern von Polizisten und Beamten des Geheimdienstes der Türkei. Sie hackten und hinterließen auf der Website der Gemeinde Kars eine Botschaft. Noch am selben Tag hackten sie die Website der Gas-Verteilungsstelle von Sakarya und hinterließen die Botschaft "das Gas ist kostenfrei, die korrupte Regierung hat genug gestohlen". Das dritte Ziel an diesem Tag war die Website der Stadt Amasya. Bei diesem Hack wurden Mitgliedsanträge der AKP-Partei veröffentlicht. Auch das Bildungsministerium wurde angegriffen, die Stimmen und Ausgaben der Schulen wurden auf justpate.it veröffentlicht.[35]
- 28. Mai 2014 – Hacking des E-Mail-Kontos des Muzaffer Yurttaş, AKP-Abgeordneter der Stadt Manisa. RedHack veröffentlichte interne Mails über den Grubenunglück Soma. Aus den Dokumenten ging hervor, dass nicht nur der hohe Anteil an Kohlenmonoxid die Ursache für den Tod von 304 Bergleuten war, sondern auch die Nutzung von Dynamit bewiesen wurde.[36]
- 30. Mai 2014 – Hacking von E-Mail-, Twitter- und Facebook-Konto, Veröffentlichung von Chats, des Ministerpräsidenten Varank. RedHack nahm zu diesem Angriff wie folgt Stellung: "Der Ministerpräsident, der den Abschluss in Informatik in den Vereinigten Staaten erreichte, wurde gehackt. Kommen und sprechen Sie jetzt mit uns!"  1. Juni 2014 In den frühen Morgenstunden hackte RedHack die Website der Industriekammer in Ankara und hinterließ eine Botschaft zum Thema Kernkraftwerk. Auch hackten sie die Website der Provinz Trabzon und gestalteten den Link zum pastehtml-Skript.[37]
- 1. Juni 2014 – Am späten Abend hackte RedHack die Website des Tunceli-Gouverneursamts und dessen SODES-Projekt-Koordinationsstelle und forderte in ihrer Botschaft die Regierung auf, Pädophile zu bestrafen. Sie warfen der Regierung vor, die Vergewaltigung eines Kindes durch einen aus der regierenden Partei zu verheimlichen.[38] The group was also able to hack and relink the website of the Trabzon Provincial Special Administration to a pastehtml script.[39][40]

## Verhaftungen
Am 23. März 2012 wurden 7 von 17 verdächtigten Menschen durch die Operation des Ankara-Generalstaatsanwaltes im RedHack-Verfahren festgenommen. RedHack erklärte, dass keiner der Festgenommenen Verbindung mit RedHack hatte.
Am 5. Juli 2012 stellte der in dem Fall RedHack ermittelnde Staatsanwalt den Antrag, die Gruppe RedHack als eine "bewaffnete separatistische Terrororganisation" gelten zu lassen.
Am 8. Oktober 2012 wurde der Antrag vom 5. Juli angenommen. Der Staatsanwalt forderte für die mutmaßlichen RedHack-Mitglieder eine Haftstrafe von etwa 8,5 bis 24 Jahren. Es gab noch drei Studenten, die inhaftiert waren, nachdem vier von den zuvor sieben festgenommenen freigelassen worden waren.
Der Fall wurde dann auf den 26. November 2012 verschoben. Am 26. November 2012 wurden die letzten mutmaßlichen RedHack-Mitglieder freigelassen.
Das Gericht vertagte den Termin auf den 26. Februar 2013. Am 26. Februar 2013 verschob das Gericht den Fall erneut, auf den 3. Juni 2013. Der Grund dafür war, dass die Oberrichter immer noch auf der Suche nach IT-Experten waren, die für den RedHack-Fall notwendig waren.
Am 9. Mai 2013 erklärte der stellvertretende Generalstaatsanwalt in Ankara bezüglich des Anti-Terror-Gesetzes, dass die Angriffe von RedHack keine Gewalttaten waren und dass somit RedHack nicht als eine Terror-Organisation einzustufen sei. Der Fall wurde an die Cyber-Kriminalabteilung abgegeben.
Am 17. Februar 2017 wurde der deutsch-türkische Journalist Deniz Yücel festgenommen. Nachdem Yücel zwei Artikel zu einer gehackten E-Mail des Kollektives verfasst hatte, warf man ihm die Mitgliedschaft bei RedHack, Datenmissbrauch und Terrorpropaganda vor.